# Лис, Эрнест Абрамович
Эрнест Абрамович Лис (англ. Ernest A. Liess, 2 августа 1934, Ленинград — 14 августа 2003, Янтарный, Калининградская область) — советский и российский ювелир.
Заслуженный художник Российской Федерации. C 1952 года сотрудник, с 1992 по 2003 год — главный художник Калининградского янтарного комбината. Член Союза художников СССР и России, член Союза художников Калининградской области с 1968 года.
Автор более тысячи художественных работ. Ведущий калининградский ювелир — один из основателей советской школы художественной обработки янтаря.

## Биография
Родился в 1934 году в Ленинграде, став вторым ребёнком в семье Абрама Морицевича Лиса и Беллы Иосифовны Гутман. Старшая сестра, Инда (в замужестве Песоцкая), родилась 4 июля 1929 года, также в Ленинграде. Эрнест рано потерял родителей — мать умерла уже в 1936 году, а через два года был арестован и затем расстрелян по 58-й статье отец. Отрочество провёл в детдоме. В 24-е художественно-ремесленное училище смог поступить, скрыв от педагогов свою близорукость.
По окончании Ленинградского художественно-ремесленного училища по специальности «Художественная обработка янтаря» в возрасте 18 лет приехал в Калининградскую область по распределению вместе с группой из 17 выпускников. Опыт работы у группы с камнем имелся: выпускники участвовали в создании огромной карты СССР из драгоценных камней и самоцветов, добываемых на территории страны для Государственного Эрмитажа. О создании этой карты был снят фильм.
Большую часть жизни отдал художественной резьбе по камню. Много читал, собрал библиотеку из нескольких тысяч изданий. Свою профессиональную деятельность начал в посёлке Приморье, где в начале 1950-х годов располагался янтарный завод треста «Русские самоцветы». С июля 1952 года стал работать на Янтарном комбинате в посёлке Янтарный. Овладел техникой работы по янтарю вместе с такими художниками Янтарного комбината, как А. Квашнин, Р. Бениславский, В. Митянин, А. Попов, А. Ярошенко. Эрнест Лис вспоминает о первых годах работы на янтарном заводе в посёлке Приморье:

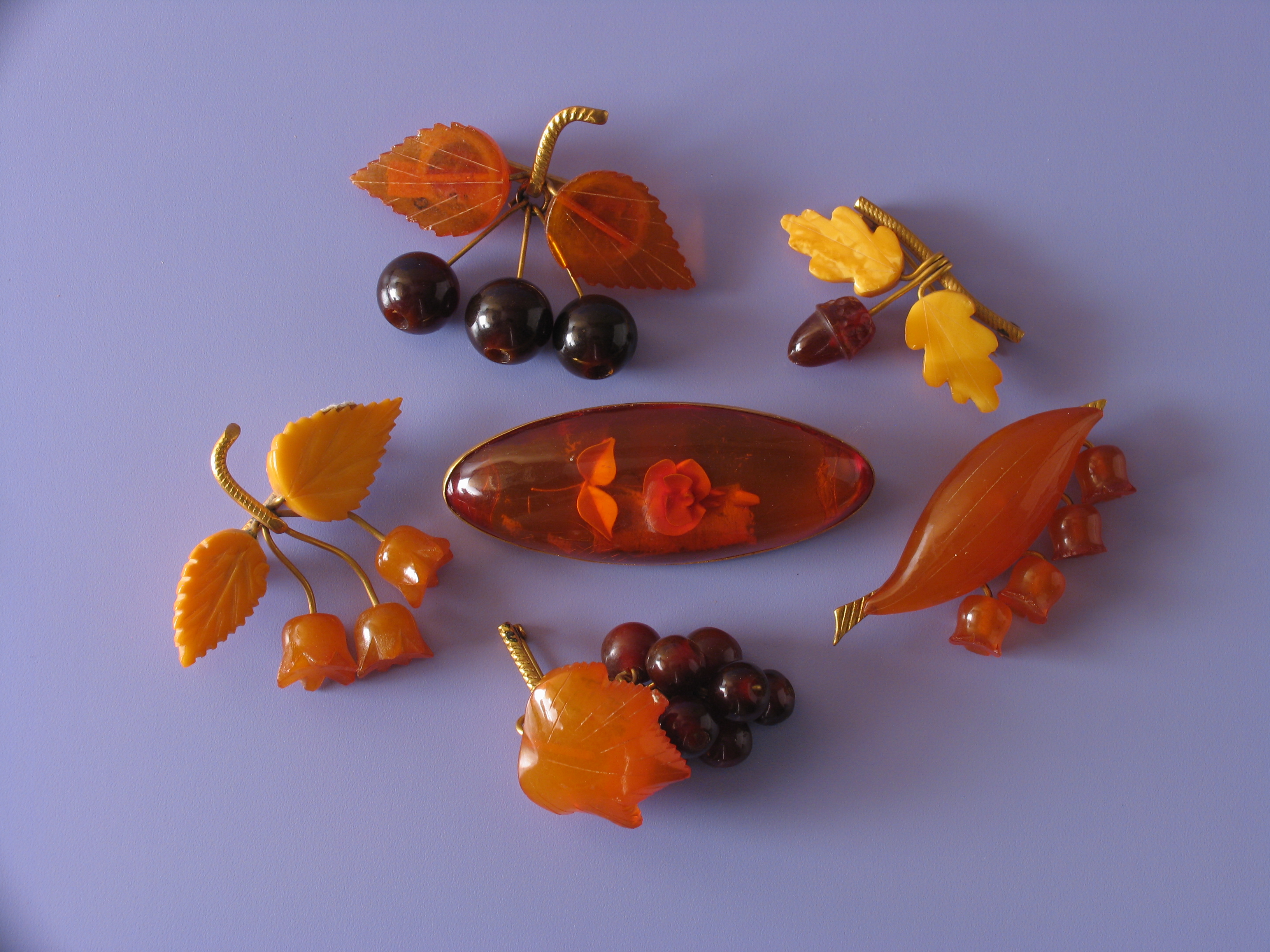
Броши — массовая продукция комбината 1950—1960 гг.

Это было небольшое предприятие, на котором трудилось 120 человек. Сырьё завод получал от янтарного комбината, который в то время находился в системе МВД СССР. Там я проработал два года. Сначала делал вставки для ювелирных изделий. Ассортимент продукции был небольшой: бусы, браслеты, мундштуки, броши.

После длительного перерыва в работе с янтарём, отслужив в армии, в декабре 1956 года вернулся в Янтарный и сразу обратился к директору Янтарного комбината К. Н. Ризаеву с просьбой определить в только что созданную группу мастеров, делавших вазы, шкатулки и другие единичные вещи. Юношу приняли на должность камнереза 6-го разряда. Это была экспериментальная мастерская, в которой работали мастера-ювелиры и камнерезы М. И. Белов, Борис Дмитриевич Громов, Ю. М. Толокнов. 4 декабря 1959 года на должность главного художника комбината был назначен Альфред Эдуардович Меос, который переменил отношение к янтарю на производстве от прикладного к творческому. В частности, на комбинате перестали считать браком колоритные янтари с инклюзиями (включениями), стали проявлять некоторое внимание к мелким янтарям. Так творческая группа комбината из ремесла превратила обработку янтаря в искусство. Вокруг Меоса образовалась группа энтузиастов: А. А. Попов, Роланд Адамович Бениславский, позже присоединился А. Е. Ярошенко. В этой группе Э. Лис и В. М. Митянин стали расти как художники. Появились их первые самостоятельные работы. Друзья стали проводить совместные выставки.

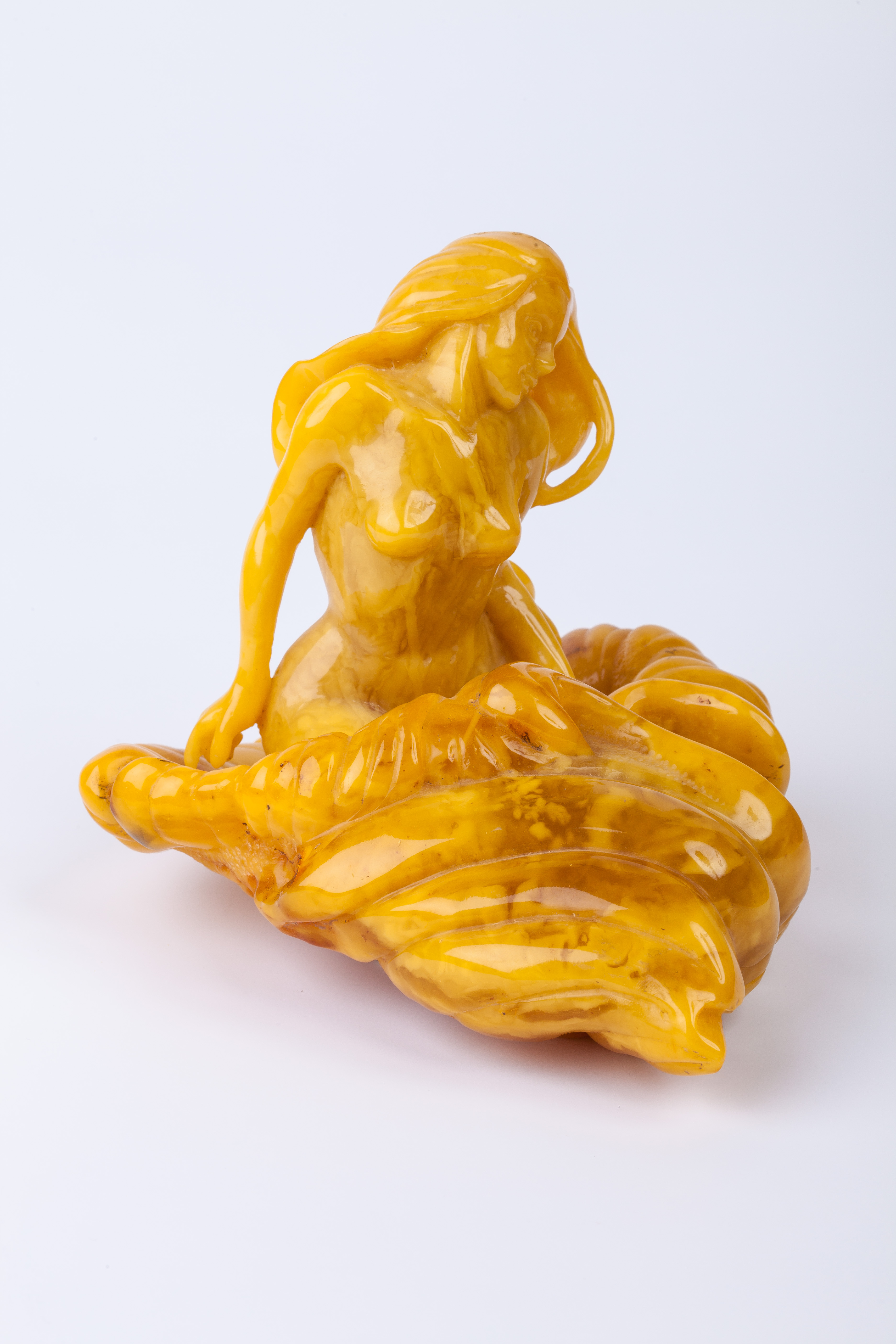
«Рождение Венеры».
Начало 2000-х. Янтарь.

Задачи, которые ставил мастер, выражаются в его творческом кредо:

Вывести янтарь из категории поделочного сырья для сувениров на уровень самостоятельного элемента ювелирного изделия, применить к янтарю истинно русскую линию ювелирного искусства, в которой металл и камень всегда соединялись в гармоничное целое.

Ежегодно художественный совет комбината утверждал около 25 новых образцов ювелирных изделий, разработанных мастером-камнерезом. Э. А. Лис избран председателем совета трудового коллектива. В прессе и на работе его называли «Чемпион мира по янтарю», «Инклюз» (по названию сохраняющихся в янтаре останков живых организмов), «Честь, совесть и ум комбината».
Эрнеста Лиса считали жизнелюбивым, энергичным, остроумным «ухмыляющимся в усы» человеком, устремлённым в будущее и «вечно желающим всё знать».

## Семья
Отец: Абрам Морицевич Лис (1895, Лодзь — 1938, Кокчетав), редактор Изогиза в Ленинграде. Арестован в 1938 году Кокчетавским РО НКВД. 10 июля 1938 был приговорен к расстрелу по обвинению (статьи 58-6, 58-10, 58-11 УК РСФСР) и реабилитирован 22 июня 1960 года Военным трибуналом ТуркВО за отсутствием события преступления.
Мать: Белла Иосифовна Гутман (1904, Могилёв — 1936), учитель географии средней школы.
Супруга: Анна Ивановна Лис (дев. Шуппо), родилась 25 апреля 1939 года, с начала 1960-х до конца 1990-х годов работник Янтарного комбината. В браке родилась дочь Галина.

## Творчество: «идти от камня»

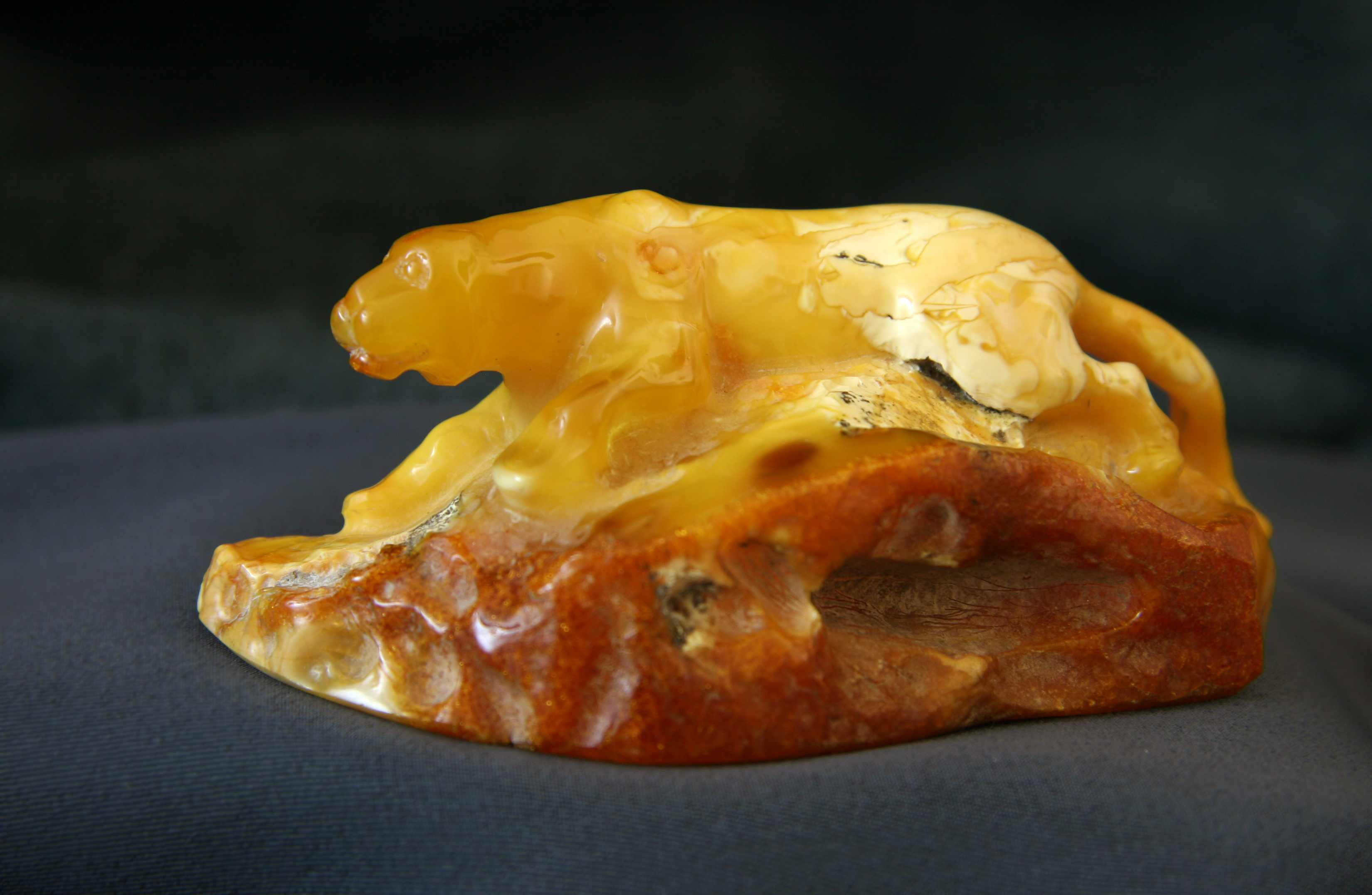
Скульптура «Охотница».
1983 г. Янтарь.

На вопрос, почему привлёк именно янтарь, Эрнест Лис рассказывал, что «поэтический самоцвет» — застывшая смола хвойных деревьев — его «заворожил» ещё в Ленинградском художественно-ремесленном училище.
По словам старшего научного сотрудника Калининградского музея янтаря Зои Костяшовой, Лис первым на комбинате попробовал «резать» янтарь. Им были созданы камеи (камнерезные изделия в технике выпуклой резьбы), фигурки животных, украшенные резьбой миниатюрные янтарные шкатулки. Одна из любимых тем Лиса — архары. Он работал над созданием многокомплектных гарнитуров, в состав которых входили кулоны, колье, броши, кольца, серьги, а также над сувенирной продукцией: изображениями сказочных персонажей, романтическими и историческими композициями (например, комплект «Русь»). Янтарные шахматы с резными фигурами и мозаичной шахматной доской в серебряной раме работы Э. Лиса переданы в дар чемпионам мира по шахматам Михаилу Ботвиннику и Михаилу Талю. Нередко мастер соединял янтарь с золотом, серебром и мельхиором. К 50-летнему юбилею художник создал более 400 образцов изделий для тиражирования. 
Эрнест Лис признан ведущим ювелиром оригинального калининградской школы. Для этого направления характерна богатая цветовая гамма, разнообразие форм и своеобразный рисунок янтаря, которые становятся определящими для конструирования оправы. Ещё одной особенностью работ художника является активное использование в сочетании с янтарём самых разнообразных материалов: самоцветов, жемчуга.

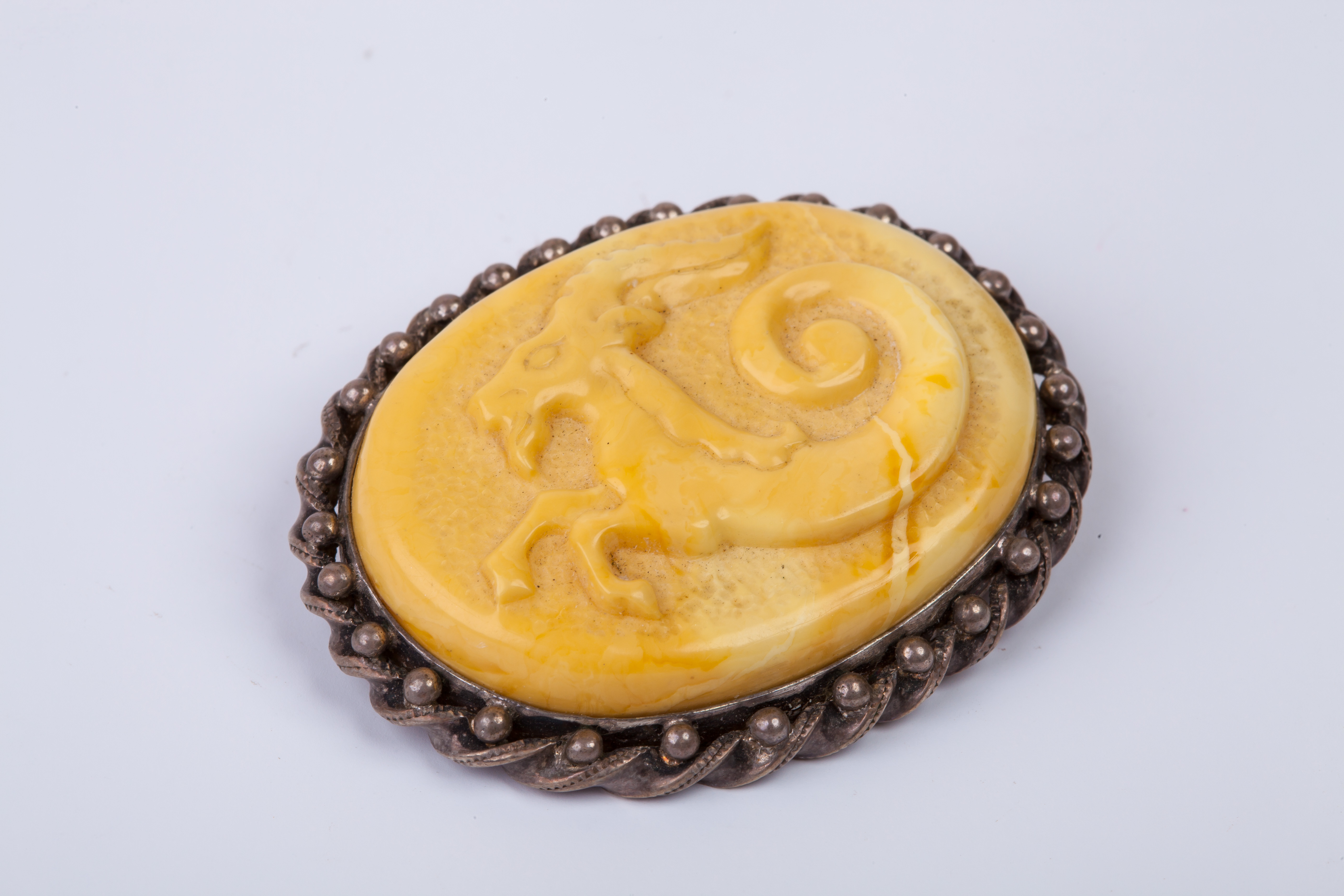
Украшение «Козерог».
1990-е. Серебро 925 пробы с янтарём.

В 1980-е годы Лис рассказывал об эволюции техники работы с янтарём:

Стараемся выявить натуральную красоту и форму самоцвета, иначе говоря, поменьше обрабатывать… Сейчас мы начали сочетать самоцвет с металлом. Янтарь хорошо дружит с латунью, серебром и золотом. Правда, чтобы «подтянуться» до золота, он проходит специальное прокаливание.

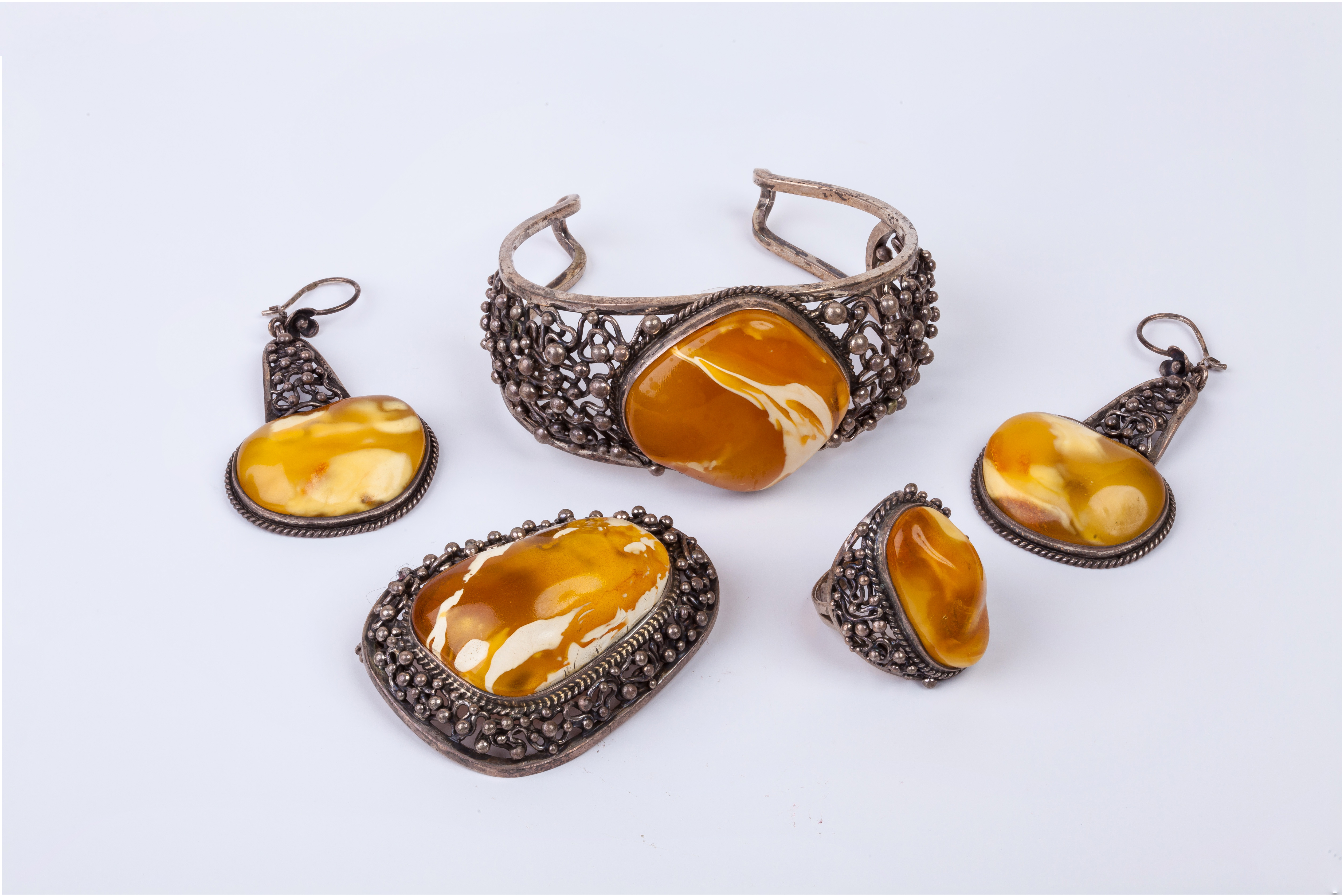
Гарнитур «Зыбь».
Украшения из серебра 925 пробы с янтарём. 1995 год.

На Янтарном комбинате в должности главного художника Э. Лис осуществлял художественную политику: совместно с коллегами разрабатывал и внедрял в производство новые художественные и экономически выгодные образцы, расширял ассортимент, следил за повышением эстетического вида изделий, организовал художественные советы, привлекая сотрудников Калининградской художественной галереи. Отдел главного художника в 2001 году состоял из шести художников и 25 модельеров. Э. А. Лис принимал участие в оптовых ярмарках не только в России, но и за рубежом. Организатор международной конкурсной янтарной выставки ювелиров и камнерезов Калининградской области, Латвии и Литвы. Это позволило в сложный период сохранить творческую группу на комбинате.
Вместе с выпускником Лиепайского училища, членом художественного совета, ведущим мастером Роландом Бениславским и ведущим художником Борисом Громовым, Э. Лис выступил инициатором создания цеха малосерийной продукции и уникальных изделий на Янтарном комбинате. В результате в 1967 году при отделе главного художника приказом директора была организована группа работников по выпуску новых видов изделий малыми сериями, которая стала структурным подразделением на правах цеха, участка, подчинённого главному художнику.
Главному художнику приходилось решать противоречивые творческие задачи, заставлявшие отказываться от воплощённых только на бумаге красивых проектов. От украшения требовалась не только творческая составляющая, но и технологическая исполнимость и воспроизводимость, поэтому, по словам самого Лиса, «художнику легче сделать 20 творческих работ, чем одну тиражную».
Лис организовывал и персональные выставки, в том числе в городе Ольштыне.
Его работы из янтаря экспонируются в музеях Польши, Германии, Японии и других стран. Отдельные работы приобрели такие музеи, как Лувр в Париже, Метрополитен-музей в Нью-Йорке, Государственный Русский музей в Санкт-Петербурге. Работы также хранятся в Калининградской художественной галерее, Калининградском музее янтаря. Например, в Музее янтаря хранится кулон «Морской дар» и гарнитур (серьги и ожерелье) «Млада», сделанные совместно с Василием Митяниным. Некоторые скульптурные работы Э. Лиса (например, «Хищник») ленинградский коллекционер и ювелир Игорь Бондаренко передал в дар Советскому фонду культуры.
Ювелиры Калининградской области и янтарного комбината Геннадий Лосец, Людмила Сахарова, Надежда Жутикова считают себя учениками Эрнеста Лиса. В свою очередь мастер считал себя учеником Альфреда Эдуардовича Меоса — первого главного художника Янтарного комбината. Из воспоминаний:

Меос внёс свежую струю в наш коллектив. Это был высокообразованный человек. Он окончил Таллиннский художественный институт и обладал обширными знаниями в области камнерезного искусства. С собой он принёс богатые традиции обработки янтаря в Прибалтике.

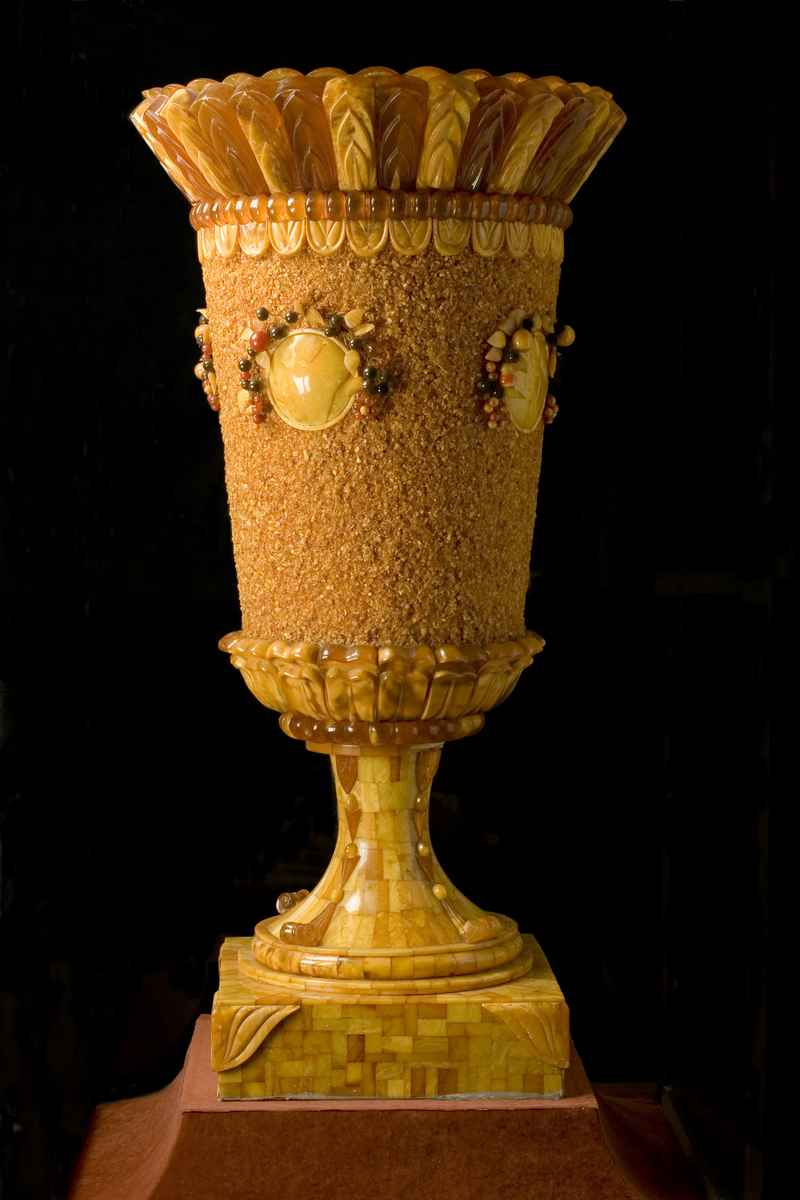
Ваза «Изобилие». 1954 г. Авторы: О. Аврамченко, А. Максимов, Э. Лис и др. художники Калининградского янтарного комбината. Янтарь, дерево. Высота — 105 см. Фото А. В. Баранова. Из коллекции Калининградского областного музея янтаря

### Коллективные работы
В составе коллектива художников комбината Э. А. Лис работал над огромной вазой «Изобилие», выполненной в помпезном стиле. Она была изготовлена по специальному заказу в честь 100-летия Владимира Ильича Ленина и в 1954 году демонстрировалась в павильоне Калининградской области на Выставке достижений народного хозяйства в Москве. Сконструирована из натурального и прессованного янтаря. Ваза богато декорирована гирляндами в виде ягод и фруктов из окрашенного янтаря.

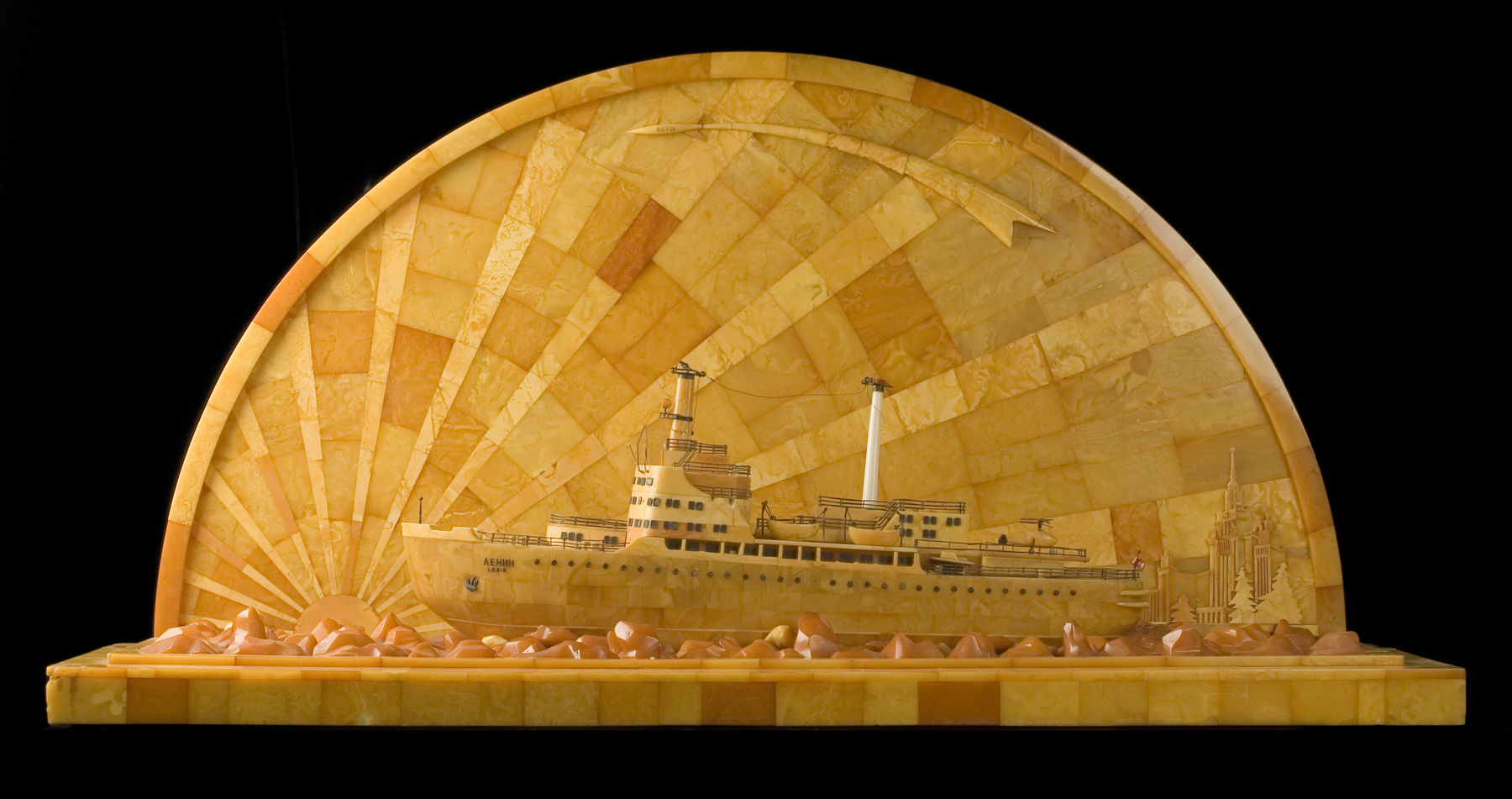
Модель атомного ледокола «Ленин».
1960 г. Авторы: В. Митянин, А. Квашнин, Э. Лис и др. художники Калининградского янтарного комбината. Янтарь, дерево, бархат. Размеры: 42 х 77 х 30 см. Фото А. В. Баранова. Из коллекции Калининградского областного музея янтаря

Творческая группа ведущих художников комбината (А. Меос, М. Белов, Г. Горшков, Б. Громов, А. Квашнин, Э. Лис и М. Митянин) приняла участие в создании янтарного макета атомного ледокола «Ленин»; работа над макетом продолжалась за двадцать дней. В композиции, целиком составленной из натурального янтаря, использована техника конструирования, резьба, мозаика. Льды, которые бороздит атомоход, изготовлены из бело-прозрачных с голубым отливом кусочков вскрышного янтаря, похожих на застывшую морскую воду. В 1960 году макет ледокола передали в дар от советского народа президенту США Дуайту Эйзенхауэру (точная копия хранится в Калининградском музее янтаря). Экспонат находится в Музее и библиотеке имени Дуайта Эйзенхауэра в городе Абилине (штат Канзас).
Медаль на массивной цепи с металлическими оправами (кастами), в которые вставлялись кусочки янтаря, была изготовлена для инаугурации губернатора Калининградской области В. Егорова коллективом Янтарного комбината под руководством Эрнеста Лиса. Над изготовлением памятного знака трудились: калининградский художник-график Фёдоров, ювелиры-камнерезы комбината — Дмитрий Ерофеев, Надежда Папочкина и Татьяна Лаврущенко. Над цепью также работали ювелиры: Станислав Косенков, Татьяна Софина, Анна Титова, Валентина Стреха и Ирина Кузнецова.

### Творческий союз с Василием Митяниным
Среди работ художников-янтаристов Союза Художников СССР Эрнеста Абрамовича Лиса и Василия Михайловича Митянина (родился в 1928 году, на комбинате с 1956 года, творческое содружество с 1960 годов) — оригинальные произведения из металла и янтаря, сочетание янтаря с другими самоцветами, например, малахита, перламутра, бирюзой (в гарнитуре «Южная ночь» в виде сверкающих звёзд). Лис и Митянин впервые применили в работе с янтарём новаторскую технику контррельефа — углублённой резьбы.
Одной из известных совместных работ является «Янтарная осень» — это цикл из шести брошей из янтарных листьев неповторяющихся цветов.
Перечень работ на 1985 год с персональной юбилейной выставки (образцы изделий для тиражирования Лиса и творческие произведения, выполненные совместно с В. М. Митяниным), организованной Калининградским музеем янтаря:
1. Браслет «Аллея» . Янтарь. 1963 г.[40]
2. Бусы «Вереница» . Янтарь. 1963 г.[40]
3. Бусы «Сирена». Янтарь. 1963 г.[40]
4. Перстень «Фамильный» . Янтарь, серебро. 1965 г.[40]
5. Сувенир «Белый медведь» , Янтарь. 1965 г.[40]
6. Сувенир «Золотая рыбка» . Янтарь. 1969 г.[40]
7. Пояс «Ажур» . Янтарь, мельхиор. 1970 г.[40]
8. Гарнитур «Млада»  (кулон, ожерелье, серьги). Янтарь. 1970 г.[41]
9. Гарнитур «Солнышко»  (брошь, перстень). Янтарь, серебро. 1970 г.[41]
10. Гарнитур «Рыбацкий» (трубка, запонки, зажим для галстука). Янтарь, серебро, дерево. 1970 г.[41]
11. Мундштук «Дракон». Янтарь, мельхиор. 1970 г.[41]
12. Гарнитур «Русь» (кулон, перстень). Янтарь, серебро. 1970 г.[41]
13. Кулон «Солнечный». Янтарь, мельхиор. 1971 г.[41]
14. Гарнитур «Русь» (кулон, перстень, серьги). Янтарь, серебро. 1971 г.[41]
15. Кулон «Солнце». Янтарь, мельхиор. 1971 г.[41]
16. Гарнитур «Офорт» (браслет, перстень, кулон). Янтарь, мельхиор. 1971 г.[41]
17. Гарнитур «Кольчуга» (браслет, кулон, серьги). Янтарь, мельхиор. 1971 г.[41]
18. Кулон «Музыка». Янтарь, мельхиор. 1971 г.[41]
19. Гарнитур «Малахит» (кулон, кольцо, брошь). Малахит, серебро. 1971 г.[41]
20. Кулон. Янтарь, серебро. 1972 г.[41]
21. Гарнитур «Мужской» (трубка, мундштук, кольцо, запонки). Янтарь, серебро. 1972 г.[41]
22. Кулон «Карнавал». Янтарь, серебро. 1972 г.[41]
23. Кулон. Малахит, серебро. 1972 г.[41]
24. Гарнитур (брошь, перстень). Малахит, серебро. 1972 г.[41]
25. Перстень. Янтарь, серебро. 1972 г.[41]
26. Перстень. Янтарь, серебро. 1972 г.[41]
27. Кулон «Качели». Янтарь, серебро. 1972 г.[41]
28. Сувенир «Маска» . Янтарь. 1972 г.[40]
29. Кулон «Лиловый». Аметистовая щетка, серебро. 1973 г.[40]
30. Гарнитур «Снежный» (кулон, серьги). Янтарь, мельхиор. 1973 г.[41]
31. Гарнитур «Русское поле» (кулон, перстень, серьги). Янтарь, мельхиор. 1974 г.[41]
32. Гарнитур «Дружба» (табакерка, две трубки). Янтарь, мельхиор, дерево. 1974 г.[41]
33. Гарнитур «Искры» (браслет, кольцо, брошь, серьги). Янтарь, мельхиор. 1974 г.[41]
34. Перстень. Янтарь, мельхиор. 1974 г.[41]
35. Перстень. Янтарь, мельхиор. 1974 г.[41]
36. Перстень. Янтарь, мельхиор. 1974 г.[41]
37. Сувенир «Шайбу, шайбу». Янтарь, дерево. 1975 г.[40]
38. Сувенир «Барашек». Янтарь. 1976 г.[40]
39. Гарнитур «Кольчуга» (кулон, кольцо, серьги). Янтарь, мельхиор. 1976 г.[41]
40. Трубка «Товарищ». Янтарь, дерево. 1976 г.[41]
41. Декоративная маска «Дон-Кихот». Янтарь. 1976 г.[41]
42. Декоративная маска «Луна». Янтарь. 1976 г.[41]
43. Декоративная маска «Сусанин». Янтарь. 1976 г.[41]
44. Декоративная маска «Тарас Бульба». Янтарь. 1976 г.[41]
45. Брошь «Вихри». Янтарь, мельхиор. 1976 г.[41]
46. Кулон «Морской дар». Янтарь, мельхиор. 1976 г.[41]
47. Гарнитур «Блики» (ожерелье, серьги). Янтарь, серебро. 1976 г.[41]
48. Брошь «Золотая рыбка». Янтарь, мельхиор. 1977 г.[41]
49. Брошь «Барс». Янтарь, мельхиор. 1977 г.[41]
50. Кулон «Лебедь». Янтарь, мельхиор. 1977 г.[41]
51. Сувенир «Коррида» . Янтарь, дерево, мельхиор. 1978 г.[40]
52. Кулон «Пегас». Янтарь, мельхиор. 1978 г.[41]
53. Кулон «Фрегат». Янтарь, серебро. 1979 г.[40]
54. Гарнитур «Архар» (кулон, кольцо, серьги). Янтарь, мельхиор. 1979 г.[41]
55. Сувенир «Анкор». Янтарь, серебро. 1979 г.[41]
56. Гарнитур «Южная ночь» (браслет, кулон, перстень). Янтарь, бирюза, мельхиор. 1980 г.[41]
57. Гарнитур «Гренада» (кулон, серьги). Янтарь, бирюза, мельхиор. 1980 г.[41]
58. Кулон «Стрелец». Янтарь, мельхиор. 1980 г.[41]
59. Ожерелье «Каскад». Янтарь, мельхиор. 1980 г.[41]
60. Ожерелье «Карнавал». Янтарь, мельхиор. 1980 г.[41]
61. Кулон «Икар». Янтарь, мельхиор. 1980 г.[41]
62. Колье «Вальс». Янтарь, мельхиор. 1980 г.[41]
63. Кубок «Спорт». Янтарь, металл. 1980 г.[40]
64. Гарнитур «Дружба» (табакерка, две трубки). Янтарь, дерево, мельхиор. 1980 г.[41]
65. Перстень «Росинки». Янтарь, мельхиор. 1980 г.[40]
66. Ожерелье «Карусель». Янтарь, мельхиор. 1981 г.[40]
67. Браслет «Качели». Янтарь, мельхиор. 1982 г.[41]
68. Колье «Вьюга». Янтарь, мельхиор. 1982 г.[40]
69. Гарнитур «Озеро» (брошь, кольцо). Янтарь, мельхиор. 1982 г.[40]
70. Гарнитур «Хоровод» (гривна, браслет). Янтарь, бирюза, мельхиор. 1982 г.[40]
71. Кулон «Грифон». Янтарь, мельхиор. 1983 г.[41]
72. Кулон «Жрица». Янтарь, мельхиор. 1983 г.[40]
73. Гривна «Золотой петушок». Янтарь, мельхиор. 1983 г.[41]
74. Брошь «Овен». Янтарь, мельхиор. 1983 г.[41]
75. Брошь «Олень». Янтарь, мельхиор. 1983 г.[41]
76. Скульптура «Охотница». Янтарь. 1983 г.[41]
77. Скульптура «Ровесник янтаря». Янтарь. 1983 г.[41]
78. Мундштук «Дельфин». Янтарь, латунь. 1983 г.[41]
79. Брошь «Стрелец». Янтарь, мельхиор. 1983 г.[40]
80. Курительный набор «Море» (табакерка, турбка,мундштук). Янтарь, дерево, мельхиор. 1984 г.[40]
81. Брошь «Рыбы». Янтарь, мельхиор. 1984 г.[40]
82. Брошь «Телец». Янтарь, мельхиор. 1984 г.[40]
83. Брошь «Козерог». Янтарь, мельхиор. 1984 г.[40]
84. Брошь «Лев». Янтарь, мельхиор. 1984 г.[40]
85. Брошь «Володей». Янтарь, мельхиор. 1984 г.[40]
86. Брошь «Дева». Янтарь, мельхиор. 1984 г.[41]
87. Брошь «Полёт». Малахит, мельхиор. 1984 г.[41]
88. Гарнитур «Лагуна» (кулон, кольцо). Бирюза, мельхиор. 1984 г.[41]
89. Кулон «Голубые огни». Бирюза, мельхиор. 1984 г.[40]
90. Перстень «Восточный». Лазурит, серебро. 1984 г.[40]
91. Перстень «Строгий». Азурит, мельхиор. 1984 г.[40]
92. Перстень «Театральный». Малахит, мельхиор. 1984 г.[40]
93. Перстень «Юность». Малахит, мельхиор. 1984 г.[40]
94. Брошь «Мудрость». Янтарь, мельхиор. 1984 г.[41]
95. Брошь «Тритон». Янтарь, мельхиор. 1984 г.[41]
96. Брошь «Сивка-бурка». Янтарь, мельхиор. 1984 г.[41]
97. Скульптура «Философ». Янтарь. 1984 г.[40]
98. Скульптура «Иконописец». Янтарь. 1984 г.[41]
99. Скульптура «Кайман». Янтарь. 1984 г.[41]
100. Скульптура «Бегемотик». Янтарь. 1984 г.[40]

## Награды и участие в профессиональных организациях
- Заслуженный художник Российской Федерации (2001).
- Член Союза художников СССР.
- Член Союза художников России.
- Член Союза художников Калининградской области (1968).
- Вторая премия за серию декоративных бус (совместно с В. Митяниным и А. Меосом) на Всесоюзном конкурсе (1961—1962) на лучший образец янтарного изделия (из 439 заявок)[42].